# Tashi Wangmo
Tashi Wangmo (på dzongkha བཀྲིས་དབང་མོ།), född 19 februari 1973, är en bhutanesisk politiker som fungerar som ledamot landets nationalråd. Hon är bland dem fem ledamöter som nomineras av kungen.
Wangmo är född i Manthong år 1973. Hon har studerat på University of Wollongong där hon utexaminerade år 1997. Hon fortsatte sina studier i Japan och blev färdig år 2003. I Japan studerade hon offentlig förvaltning och tog magisterexamen..
År 2008 Bhutan övergick till demokrati och de första parlamentsval hölls. Kungen hade fortfarande makt att nominera fem ledamöter till landets överhus. Wangmo blev nominerad för första gången då av kungen Jigme Khesar Namgyel Wangchuck.